# Mongo Beti
Mongo Beti, pseudonimo di Alexandre Biyidi Awala (Mbalmayo, 30 giugno 1932 – Douala, 8 ottobre 2001), è stato uno scrittore camerunese.

## Biografia
Dopo un periodo di studi universitari, inizia la pubblicazione delle sue opere, caratterizzate dal racconto incisivo delle condizioni del suo paese, tanto che il suo romanzo Le Pauvre Christ de Bomba (1956) è stato vietato in Camerun. Tra i suoi romanzi spiccano Il re miracolato (1958, unica opera tradotta in italiano), Main basse sur le Cameroun, autopsie d’une décolonisation (1972, pamphlet di denuncia della guerra condotta dalla neo-indipendente Repubblica del Camerun e dall'esercito francese contro gli oppositori del nuovo regime, in particolare l'UPC, Unione delle Popolazioni del Camerun. L'opera venne sequestrata e vietata in Francia su ordine del Ministro dell'Interno Raymond Marcellin, e riammessa alla pubblicazione solo nel 1976, dopo un lungo iter giudiziario) e Remember Ruben (1974), diventato un classico della letteratura dell'Africa Nera.

## Premi e riconoscimenti
- Prix Sainte-Beuve: 1958 per Mission Terminée[3]